# Giovanni Testa
Giovanni Testa, född 31 juli 1903 i Bergün i Graubünden i Schweiz, död 18 oktober 1996 i Sankt Moritz i Graubünden, var en italiensk längdåkare. Han var med i de olympiska vinterspelen 1928 i Sankt Moritz och kom på 34:e plats på 18 kilometer.